# Estornell de les pagodes
L'estornell de les pagodes (Sturnia pagodarum) és una espècie d'ocell de la família dels estúrnids (Sturnidae) que habita boscos, matolls i conreus de l'est de l'Afganistan, el Pakistan, l'Índia, el Nepal, Bangladesh i Sri Lanka. El seu estat de conservació es considera de risc mínim.